# Compsosoma mutillarium
Compsosoma mutillarium là một loài bọ cánh cứng trong họ Cerambycidae.